# 鳥屋ミサンザイ古墳

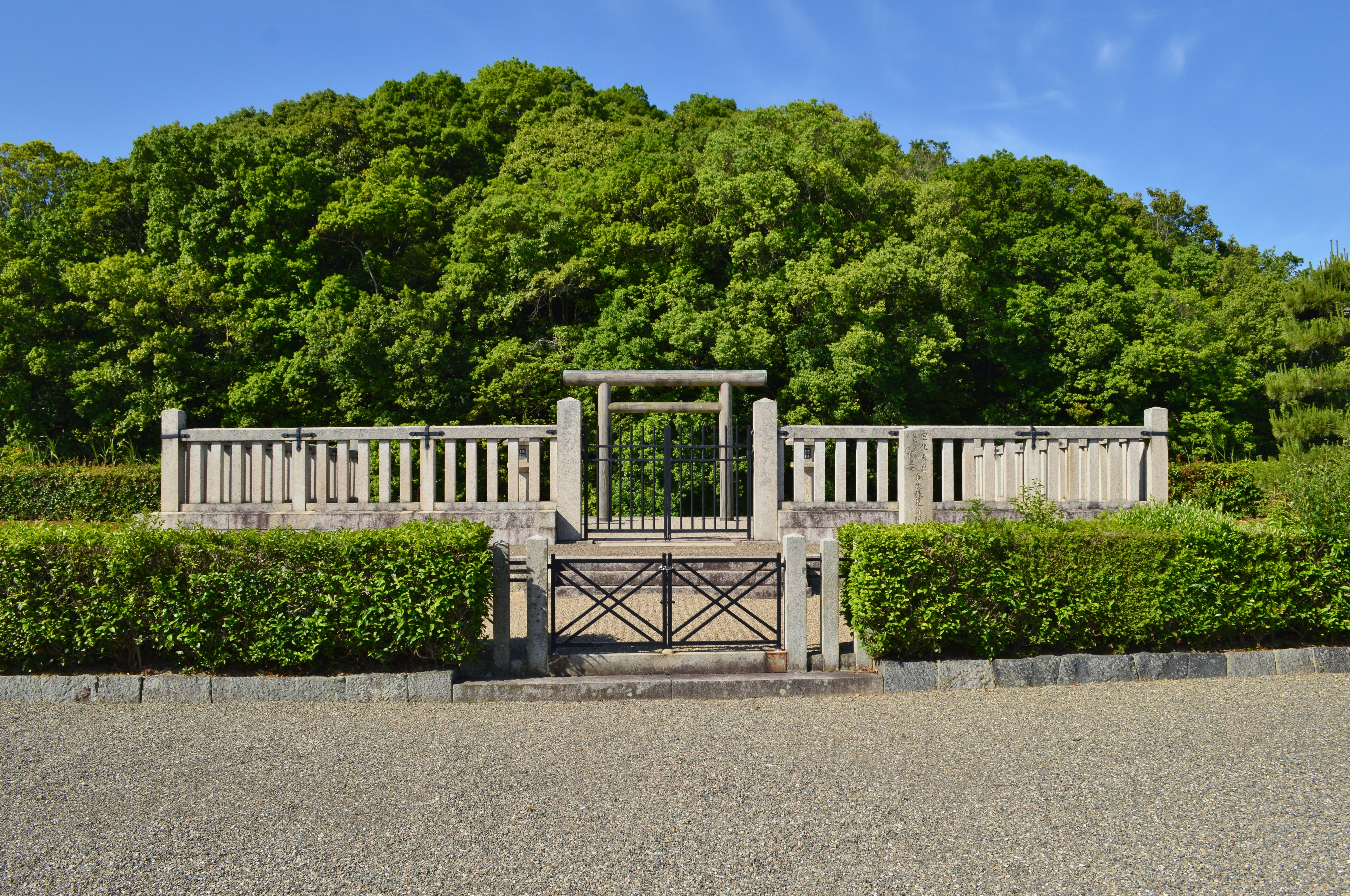
宣化天皇・橘仲皇女
身狭桃花鳥坂上陵 拝所

鳥屋ミサンザイ古墳（とりやミサンザイこふん、鳥屋見三才古墳）は、奈良県橿原市鳥屋町にある古墳。形状は前方後円墳。
実際の被葬者は明らかでないが、宮内庁により「身狭桃花鳥坂上陵（むさのつきさかのえのみささぎ、身狹桃花鳥坂上陵）」として第28代宣化天皇・皇后橘仲皇女の合葬陵に治定されている。

## 概要
奈良盆地南縁、貝吹山北麓の尾根先端部において丘尾を切断して築造された古墳である。「ミサンザイ（見三才）」は「ミササギ（陵）」の転訛。現在は宮内庁治定の天皇陵として同庁の管理下にあるが、これまでに整備工事の事前調査として同庁による調査が実施されている。
墳形は前方後円形で、前方部を北北東方に向ける。墳丘は2段築成。墳丘1段目のくびれ部両側には造出を付すほか、前方部東側にも張出状施設を有する。墳丘外表では葺石・埴輪（円筒埴輪・朝顔形埴輪）が検出されている。墳丘周囲には盾形の周濠が巡らされるが、後世のため池（鳥屋池）工事に際して大きく改変を受けている。埋葬施設・副葬品は明らかでない。
この鳥屋ミサンザイ古墳は、古墳時代後期前半の6世紀前半頃（または中期後半の5世紀後半頃）の築造と推定される。当時としては大和で最大級の古墳とされる。被葬者は明らかでないが、前述のように現在は宮内庁により第28代宣化天皇・橘仲皇女の合葬陵に治定されている。本古墳の南方には桝山古墳（倭彦命 身狭桃花鳥坂墓）が、西方には新沢千塚古墳群があり、それらとの関係性も指摘される。

## 遺跡歴
- 寛永年間（1624-1644年）、灌漑用ため池（鳥屋池）工事に伴う周濠の改変[4]。
- 元禄12年（1699年）4月、元禄の探陵に際して宣化天皇陵に治定[4]。
- 1971年度（昭和45年度）、整備工事に伴う事前調査（宮内庁書陵部）。
- 1988年度（昭和63年度）、整備工事に伴う事前調査（宮内庁書陵部）。

## 墳丘
墳丘の規模は次の通り。
|        |        | 『続日本古墳大辞典』 | 『奈良県の地名』 |
| ------ | ------ | -------------------- | ---------------- |
| 墳丘長 | 墳丘長 | 130m                 | 140m             |
| 後円部 | 直径   | 83m                  | 83m              |
| 後円部 | 高さ   | 18.5m                | 16m              |
| 前方部 | 幅     | 78m                  | 78m              |
| 前方部 | 高さ   | 19.5m                | 16m              |

なお、『日本古墳大辞典』および橿原市サイトでは墳丘長を138メートルとする。

## 被葬者
鳥屋ミサンザイ古墳の実際の被葬者は明らかでないが、宮内庁では第28代宣化天皇および皇后の橘仲皇女（たちばなのなかつひめみこ）の合葬陵に治定している。宣化天皇について、『日本書紀』では宣化天皇4年（539年?）2月に崩御し、宣化天皇4年11月に「大倭国身狭桃花鳥坂上陵」に葬られたとし、皇后の橘皇女およびその子もこれに合葬したという。『延喜式』諸陵寮では宣化陵は遠陵の「身狭桃花鳥坂上陵」として記載され、大和国高市郡の所在で、兆域は東西2町・南北2町で守戸5烟を毎年あてるとするが、合葬の旨の記載はない。その後、宣化陵の所在に関する所伝は失われ、江戸時代の元禄の探陵に際し、元禄12年（1699年）4月に京都所司代の松平信庸によって現陵に治定された。

## 関連文献
（記事執筆に使用していない関連文献）
- 『書陵部紀要 第41号 (PDF)』宮内庁書陵部、1990年。 - リンクは宮内庁「書陵部所蔵資料目録・画像公開システム」。
  - 「身狭桃花鳥坂上陵整備工事箇所の調査」、「昭和45年度 身狭桃花鳥坂上陵整備工事に伴う事前調査」。